# 国司仙吉
国司 仙吉（くにし せんきち、1846年（弘化9年） - 1915年（大正4年）12月25日）は、幕末の長州藩士、明治期の官僚。秋田県権令。他の通称・千吉郎、号・水門。

## 経歴
長門国萩城下で長州藩士・国司右内、まし夫妻の息子として生まれた。安政4年（1857年）春、松下村塾に入り、安政5年（1858年）吉田松陰の野山再獄まで指導を受ける。文久3年（1863年）若殿様御前詰、元治2年（1865年）御小姓役となる。また、干城隊に入り、その後、御楯隊に転じ、改組された整武隊に慶応3年（1867年）まで在籍した。慶応4年（1868年）12月、御蔵元順番検使役に就任し、さらに会計局検使、大坂検使役、会計局権大属などを歴任。
明治政府に出仕し、明治4年（1871年）8月、宮谷県大参事に任官。以後、木更津県参事、兼印旛県参事を務めた。1873年5月、秋田県権令に発令された。地元出身者の官吏登用、養蚕振興、学制を施行し寺子屋を全廃するなどの施策を推進した。明治7年度（1874年度）の徴兵の際に、県の担当者が年齢計算を誤って召集を行い、その事後処理が不適切であったことなどから、1875年5月15日、依願免本官と同時に位記返上が申し渡された。
1877年1月、工部少書記官、秋田県阿仁鉱山分局勤務となる。以後、内務権大書記官、工部権大書記官・用度課長を歴任し、1885年12月、工部省が廃止され非職となった。その後、千葉県木更津に移り事業を行った。

## 親族
- 叔父 前原一誠（母の異父弟）[1]

## 伝記
- 小山須磨子『國司仙吉の生涯 : 明治に生きた地方政治家』小山須磨子、2000年。